# Gérard Cholvy
Gérard Cholvy, né le 17 novembre 1932 à Casablanca et mort le 15 juin 2017 à Montpellier, est un universitaire et historien français.
Spécialiste de l'histoire religieuse contemporaine de la France et de l'histoire régionale du Languedoc-Roussillon, du Rouergue et du Vivarais, ses nombreuses publications (40 ouvrages dont un certain nombre en collaboration, et plus de 250 articles), portent sur les questions sociales et religieuses dans la période du XIXe et du XXe siècle.

## Biographie
Né à Casablanca le 17 novembre 1932, où il fait ses études secondaires au lycée Lyautey, il est étudiant à la faculté des Lettres de Montpellier de 1953 à 1957. Agrégé d'Histoire en 1957, Docteur de Troisième cycle en 1967, il soutient une thèse d'État à la Sorbonne en 1972. Il enseigne l'histoire contemporaine à l'université Paul-Valéry de Montpellier pendant quarante ans (de 1962 à 2002), d'abord en qualité d'Assistant, puis de Maître-assistant et de Professeur (à partir de 1976). À partir de 2002, il est professeur émérite des universités.
À l'Université Paul-Valéry, il est Directeur de l'UER d'histoire (1975-1981) et directeur du DEA Histoire et Civilisations de 1983 à 2002. Il est aussi Président de l'université du Tiers Temps de Montpellier entre 1980 et 1992, membre du jury de l'ÉNA (1975-1989) et de celui de l'École normale supérieure de Fontenay-aux-Roses (1977-1980). Il est également président de l'Association française d'histoire religieuse contemporaine (1981-1984), de l'Association Carrefour d'histoire religieuse (1992-2001) et de la Fédération historique du Languedoc-méditerranéen et du Roussillon (1982-1994).

## Publications

### Ouvrages
- 1968 : Géographie religieuse de l'Hérault contemporain, PUF, 1968, 516 p. Préface du Doyen Gabriel Le Bras
- 1973 : Religion et société au XIXe siècle : le diocèse de Montpellier, Thèse pour le doctorat-ès-lettres, Université de Paris I-Panthéon-Sorbonne (1972), Service des publications des thèses, Univ. Lille III, 1973, 2 volumes, 1667 p.
- 1985 : Histoire religieuse de la France contemporaine (s. dir. G. Cholvy et d'Y.-M. Hilaire), t1, 1800-1880, Privat, 1985, 352 p., 2e éd. 1990.
- 1986 : Histoire religieuse de la France contemporaine (s. dir. G. Cholvy et d'Y.-M. Hilaire), t2, 1880-1930, Privat, 1986, 457 p., 2e éd. 1989.
- 1988 : Histoire religieuse de la France contemporaine (s. dir. G. Cholvy et d'Y.-M. Hilaire), t3, 1930-1988, Privat, 1988, 569 p.
- 2000 : Nouvelle édition en 5 volumes, actualisés, avec index, Privat, 2000-2002.
- 1991 : La religion en France de la fin du XVIIIe siècle à nos jours, Hachette-Supérieur, Carré-Histoire, 1991, 219 p., 2e éd. 1998 (augmentée) plusieurs réimpressions depuis.
- 1995 : André Soulas et les Sœurs Garde-Malades de Notre-Dame Auxiliatrice (1845-1995), CRHM, Université Paul-Valéry, 1995, 467 p.
- 1997 : Être chrétien en France au XIXe siècle 1790-1914, Seuil, 1997, 183 p.
- 1999 : Histoire des organisations et mouvements chrétiens de jeunesse en France (XIXe-XXe siècle), Cerf, 1999, 419 p.
- 2011 : Histoire des organisations et mouvements chrétiens de jeunesse en France (XIXe-XXe siècle), 2e éd. 2011.
- 2001 : Christianisme et société en France au XIXe siècle (1790-1914), Seuil, Point-Histoire, 2001 (nouvelle édit. de Être chrétien en France au XIXe siècle (1790-1914), 1997).
- 2003 : Frédéric Ozanam (1813-1853), Fayard, 2003, 783 p. réimpression 2006.
- 2004 : Le fait religieux contemporain en France. Les Trente dernières années (1974-2004), s.d. de G. Cholvy et Y.-M. Hilaire, Cerf, 2004.
- 2007 : Le Cardinal de Cabrières 1830-1921. Un siècle d'histoire de la France, Cerf, 2007.
- 2008 : Un maître d'énergie spirituelle. Frère Exupérien (Adrien Mas) 1829-1905, Salvator, 2008, Préface d'Alain Deleu.
- 2010 : Marie-Benoît de Bourg d'Iré (1895-1990). Un fils de saint François « Juste des nations », Cerf, 2010.
- 2012 : Le XIXe-Grand siècle des religieuses françaises, Artège Éditions, Perpignan, 2012.
- 2012 : Bicentenaire de la naissance de Frédéric Ozanam (1813-1853). Le christianisme a besoin de passeurs, Artège Éditions, 2012.
- 2013 : Federico Ozanam, Un intelectual al servicio de los pobres, Madrid, San Pablo, 2013, 280 p.
- 2014 : Federico Ozanam. Un intelectual ao serviço dos pobres. Lisbonne, Editorial Cáritas, 2014, 244 p.
- 2014 : Les religions et les cultures dans l’Occident européen au XIXe siècle (1800-1914). Paris, Karthala, 2014, 397 p. (collection des mondes chrétiens).
- 2016 : Les migrants et la religion dans la France contemporaine aux XIXe – XXIe siècle. Aix-la Chapelle, Édit. universitaires européennes, 2016, 52 p.

### Direction d'ouvrages
- 1976 : Abbé Xavier Azéma, Michel Chalon, Mireille Laget et Henri Vidal, Histoire du diocèse de Montpellier, t. 4 (Histoire des diocèses de France), Paris, Éditions Beauchesne, 1976, br., 336, in 8° (ISBN 9782701001647, présentation en ligne, lire en ligne)
- 1979 : Histoire du Languedoc de 1900 à nos jours, Privat, 1979, 415 p.
- 1991 : Le Languedoc et le Roussillon: civilisations populaires régionales, Horvath, 1982. * Le Languedoc et le Roussillon: civilisations populaires régionales, Horvath, 2e édition 1991.
- 1984 : Histoire de Montpellier, Privat, 1984, 438 p. 
  - réimpression 1985,
  - actualisée 1989 et 2001.
- 1984 : L'Église de France et la Révolution. Histoire régionale 2, Le Midi, Beauchesne, 1984, 156 p.
- 1988 : Histoire du Vivarais, Privat, 1988, 320 p.
- 1985 : Mouvement de jeunesse. Chrétiens et juifs: sociabilité juvénile dans un cadre européen 1799-1968, Cerf, 1985, 432 p.; 
  - réimpression 2008.
- 1987 : Histoire du Rouergue 2e édit. Privat, 1987, 
  - réimpression 2001, 517 p.
- 1988 : Le patronage, ghetto ou vivier?, Nouvelle Cité, 1988, 369 p.
- 1991 : Jeunesse chrétienne au XXe siècle, Les Éditions ouvrières, 1991, 175 p.
- 1993 : L'Hérault de la Préhistoire à nos jours, Ed. Bordessoules, Saint-Jean d'Angely, 1993, 476 p.
- 1992 : Matériaux pour l'histoire religieuse du peuple français, XIXe – XXe siècles, t III, FNSP, EHESS, CNRS, 1992, 544 p. (introduction et dix notices départementales).
- 1994 : Le scoutisme. Quel types d'hommes? Quel type de femmes ? Quel type de chrétiens ?, (G. Cholvy et Marie-Thérèse Cheroutre dr.), Cerf, 1994, 515 p.
- 1995 : L'enseignement catholique en France aux XIXe et XXe siècles, s.d. G. Cholvy et N.-I. Chaline, Cerf, 1995, 595 p.
- 1999 : Sport, culture et religion. Les patronages catholiques (1898-1998), s.d. G. Cholvy et Y. Tranvouez, Brest, Université de Bretagne occidentale, 1999, 383 p.
- 2002 : Le Scoutisme: un mouvement d'éducation au XXe siècle. Dimensions Internationales, 1er Colloque international, septembre 2000, Publications Université-Paul-Valéry, 2002, 462 p.
- 2007 : La christianisation à travers l'histoire, s.d. B. Béthouart et G. Cholvyt, XVIe Université d'été du Carrefour d'histoire religieuse, Albi, 2007, Les Cahiers du Littoral, 2, no 8, Boulogne-sur-Mer, 2009, 400 p.

## Distinctions

### Décorations
- Médaille d'Afrique du nord, agrafe Algérie (1960) ;
- Chevalier de l'ordre national du Mérite (1985) ;
- Officier de l'ordre des Palmes académiques (1992) ;
- Commandeur dans l’Ordre de Saint-Sylvestre remise par Jean-Paul II (2003).

### Prix
- 2004 : Prix Roland de Jouvenel pour son ouvrage sur Frédéric Ozanam[6] ;
- 2007 : Prix Peiresc décerné par l'Académie des sciences, agriculture, arts et belles-lettres d'Aix pour son ouvrage sur le Cardinal de Cabrières[7] ;
- 2011 : Prix de la Fondation Delpuech, décerné par l'Académie des sciences morales et politiques pour Marie Benoît de Bourg d'Iré[8] ;
- 2013 : Prix Charles-Aubert – Histoire, décerné par l'Académie des Sciences morales et politiques de l'Institut de France[9].

### Distinctions académiques
- Membre correspondant de la Société archéologique de Béziers (1972) ;
- Élu Membre de l'Académie des sciences et lettres de Montpellier (1979) ;
- Membre du conseil d'administration de la Société d'histoire religieuse de la France (1983) ;
- Membre d'honneur de l'Académie des Sciences, Lettres et Arts de l'Ardèche (1990) ;
- Membre d'honneur du comité des Annales du Midi (1990) ;
- Membre de l'Académie de Lascours (1993).